# Liste der Stolpersteine im Bezirk Liezen

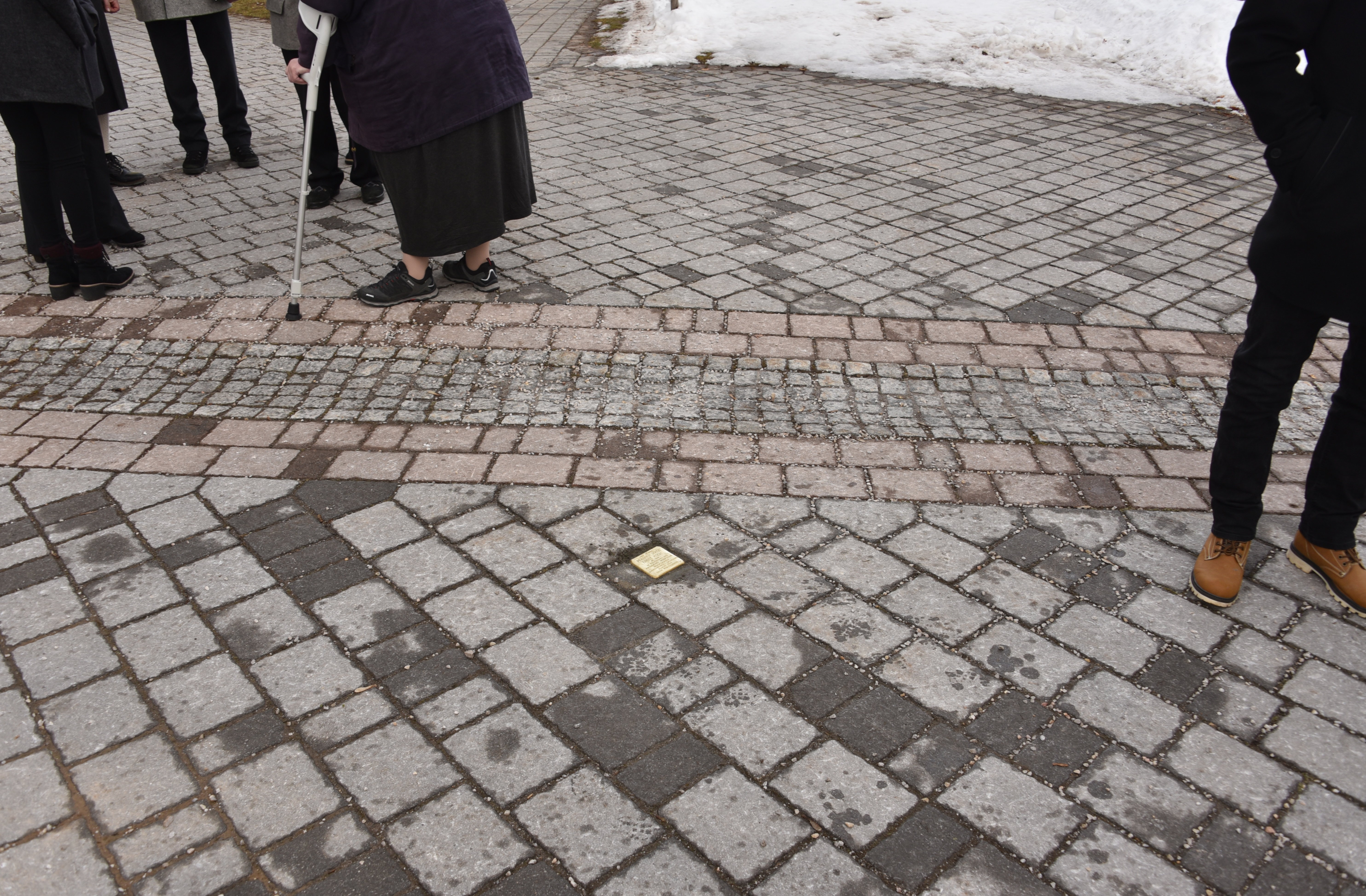
Stolperstein in Ramsau am Dachstein

Die Liste der Stolpersteine im Bezirk Liezen enthält Stolpersteine, die im Rahmen des gleichnamigen Kunst-Projekts von Gunter Demnig im obersteirischen Bezirk Liezen verlegt wurden. Stolpersteine erinnern an das Schicksal der Menschen, die von den Nationalsozialisten ermordet, deportiert, vertrieben oder in den Suizid getrieben wurden. Sie liegen im Regelfall vor dem letzten selbst gewählten Wohnsitz des Opfers.
Die ersten Verlegungen in diesem Bezirk erfolgten am 12. November 2021 durch Katja Demnig, der Frau des Künstlers.

## Liste der Stolpersteine

### Ramsau am Dachstein
In Ramsau am Dachstein wurde ein Stolperstein verlegt.
| Stolperstein | Inschrift | Verlegeort                    | Name, Leben |
| ------------ | --- | ----------------------------- | --- |
|              | HIER WOHNTE PFARRER JAKOB ERNST KOCH JG. 1897 IM POLITISCHEN UND KIRCHLICHEN WIDERSTAND BERUFSVERBOT LANDESVERWEIS, GAUVERBOT FLUCHT 1939 NACH WÜRTTEMBERG | Vor der ev. Kirche von Ramsau | Jakob Ernst Koch entstammt einer Pastorenfamilie. Er wurde am 12. April 1897 in Wallern an der Trattnach geboren, wo Vater, Großvater, Urgroßvater und Ururgroßvater die Pfarrersstelle innehatten. Auch er wurde evangelischer Pfarrer, allerdings nicht in seiner Heimatgemeinde, sondern ab 1926 in der Kirchengemeinde von Hallstatt, ab 1928 in Ramsau am Dachstein. Während des Ständestaats, dem er nahestand, wurde er Abgeordneter zum Steirischen Landtag. Nach der Machtergreifung der Nationalsozialisten in Österreich war er diversen Verfolgungen ausgesetzt, denn er lehnte die NS-Ideologie aus verschiedenen Gründen ab. Koch musste in die Berge flüchten und ging nach Württemberg, wo man ihm die Pfarrersstelle von Ohmenhausen übertrug. Er hatte wesentlichen Anteil daran, dass Ohmenhausen in den letzten Kriegstagen nicht zum Schauplatz von Kämpfen wurde. Nach dem Untergang des NS-Regimes kehrte er mit seiner Familie in die Steiermark zurück, als Pfarrer von Peggau, unter anderem ließ er in der Umgebung drei Kirchen errichten. Jakob Ernst Koch starb am 21. März 1966 in seinem Geburtsort. |

### Schladming
In Schladming wurden dreizehn Stolpersteine an vier Adressen verlegt.
| Stolperstein | Inschrift | Verlegeort                              | Name, Leben |
| ------------ | --- | --------------------------------------- | --- |
|              | HIER WOHNTE KARL EISLER JUN. JG. 1924 VERSTECKT ÜBERLEBT | Dachsteingasse 100 Schladming           | Karl Eisler jun. (1924–) |
|              | HIER WOHNTE KARL EISLER SEN. JG. 1888 GESCHÄFT ARISIERT 1938 VERSTECKT ÜBERLEBT WIEN | Dachsteingasse 100 Schladming           | Karl Eisler sen (1888–) |
|              | HIER WOHNTE MARIA EISLER JG. 1921 UNTERGETAUCHT WIEN FLUCHT 1944 UNGARN, ENGLAND | Dachsteingasse 100 Schladming           | Maria Eisler (1921–) |
|              | HIER WOHNTE MARIE EISLER GEB. KOLLER JG. 1890 VERSTECKT ÜBERLEBT WIEN | Dachsteingasse 100 Schladming           | Marie Eisler, geborene Koller (1890–) |
|              | HIER WOHNTE ALICE FRÖHLICH GEB. PICK JG. 1892 UNTERNEHMEN ARISIERT 1938 FLUCHT 1938 ENGLAND | Pichl 5 (Hotel Pichlmayrgut) Schladming | Alice Fröhlich, geborene Pick, (1892–) |
|              | HIER WOHNTE HANS FRÖHLICH JG. 1889 UNTERNEHMEN ARISIERT 1938 FLUCHT 1938 ENGLAND | Pichl 5 (Hotel Pichlmayrgut) Schladming | Hans Fröhlich (1889–) |
|              | HIER WOHNTE PAUL ADOLPHE FRÖHLICH JG. 1917 UNTERNEHMEN ARISIERT 1938 FLUCHT 1938 ENGLAND | Pichl 5 (Hotel Pichlmayrgut) Schladming | Paul Adolphe Fröhlich (1917–) |
|              | HIER WOHNTE WALTER FRÖHLICH JG. 1919 UNTERNEHMEN ARISIERT 1938 FLUCHT 1938 ENGLAND | Pichl 5 (Hotel Pichlmayrgut) Schladming | Walter Fröhlich (1919–) |
|              | HIER LEBTE MARIA KAROLINE PRINZESSIN VON SACHSEN COBURG UND GOTHA JG. 1899 EINGEWIESEN 13.9.1938 LANDESHEILANSTALT SALZBURG PFLEGEANSTALT NIEDERNHART ERMORDET AM 6.6.1941 TÖTUNGSANSTALT HARTHEIM 'AKTION T4' | Vor dem Rathaus Schladming              | Prinzessin Maria Karoline von Sachsen-Coburg und Gotha und Bragança wurde am 10. Januar 1899 in Pula oder Pura geboren. Sie war eine Prinzessin des Hauses Sachsen-Coburg-Koháry, der katholischen Linie der Sachsen-Coburg. Ihre Eltern waren August Leopold von Sachsen-Coburg und Gotha (1867–1922), kaiserlich brasilianischer Thronprätendent, und Erzherzogin Karoline von Österreich-Toskana (1869–1945). Sie hatte vier Brüder und drei Schwestern. Maria Karoline war geistig behindert und lebte im Jagdschloss ihres Großvaters in Schladming. Am 13. September 1938 wurde sie in die Landesheilanstalt Salzburg eingewiesen, später in die Pflegeanstalt Niedernhart. 1940 kaufte die Stadtgemeinde Schladming das Schlösschen, heute befindet sich dort das Rathaus. Maria Karoline von Sachsen-Coburg und Gotha wurde im Rahmen der Aktion T4, des Euthanasieprogramms der Nationalsozialisten, am 6. Juni 1941 in der Tötungsanstalt aus Schloss Hartheim bei Linz in der dortigen Gaskammer ermordet. |
|              | HIER WOHNTE GRETE WEISS GEB. ZUCKER JG. 1905 DEPORTIERT 1942 SOBIBOR ERMORDET | Siedergasse 7 (Rückseite) Schladming    | Grete Weiss, geborene Zucker (1909–1942/45) |
|              | HIER WOHNTE KARL WEISS JG. 1889 DEPORTIERT 1942 SOBIBOR ERMORDET | Siedergasse 7 (Rückseite) Schladming    | Karl Weiss (1889–1942/45) |
|              | HIER WOHNTE ERNST ZUCKER JG. 1909 DEPORTIERT 1941 ŁODZ/LITZMANNSTADT ERMORDET | Siedergasse 7 (Rückseite) Schladming    | Ernst Zucker (1909–1941/45) |
|              | HIER WOHNTE GERTRUDE ZUCKER GEB. SCHÜRMACHER JG. 1915 DEPORTIERT 1941 ŁODZ/LITZMANNSTADT ERMORDET | Siedergasse 7 (Rückseite) Schladming    | Gertrude Zucker, geborene Schürmacher (1915–1941/45) |

## Verlegedatum
- 12. November 2021: Ramsau am Dachstein, Schladming (vor dem Rathaus)
- 4. Juli 2023: Schladming[6]